# Terminator: The Sarah Connor Chronicles
Terminator: The Sarah Connor Chronicles (Las crónicas de Sarah Connor en español) es una serie de televisión estadounidense de ciencia ficción de la cadena Fox, estrenada en 2008. La serie fue producida por Warner Bros. Television y C2 Pictures (esta última fue reemplazada por The Halcyon Company en la temporada dos). Es una serie derivada de la franquicia Terminator. Gira en torno a las vidas de los personajes ficticios Sarah y John Connor después de los eventos de Terminator 2: el juicio final, e ignorando los eventos de la secuela de 2003 Terminator 3: La rebelión de las máquinas y las siguientes entregas. La producción de la serie estuvo a cargo de los productores del Juicio final y La rebelión de las máquinas y C2 Pictures, los copresidentes de Sony Pictures (International) Mario Kassar y Andrew Vajna, el vicepresidente sénior de C2 James Middleton, David Nutter y Josh Friedman, quien no solo se desempeñó como productor ejecutivo sino que también escribió el guion para los dos primeros episodios.
La serie se estrenó a media temporada con 9 episodios, de enero a marzo de 2008. Fue la serie con un guion nuevo de mayor audiencia de la temporada de televisión 2007-2008, y fue renovada para una segunda temporada, que empezó en septiembre de 2008 y terminó en abril de 2009 (el mismo año que Warner Bros. y Halcyon Company produjeron Terminator Salvation). En mayo de 2009, a pesar de los esfuerzos de los fanáticos, el presidente de Fox Entertainment, Kevin Reilly, anunció que Fox no renovaría el programa para una tercera temporada.

## Argumento
Tras acabar con el T-1000, el T-800 y con la muerte del creador de Skynet, Sarah y John Connor siguen su vida como fugitivos en 1999, un problema menor comparado con los que están acostumbrados a enfrentarse debido a su pasado, pero sobre todo a su futuro. Un futuro que creían cambiado con la destrucción de los Terminator, hasta que en el presente vuelven a tener que enfrentarse a ellos. En esta ocasión también contarán con uno de ellos como aliado inesperado.
A diferencia de lo que se vio en las películas, donde Arnold Schwarzenegger encarnó al personaje en tres ocasiones, la serie presenta y respeta el sustento original, en el cual los humanos en el futuro tenían muchos problemas para identificar a los Terminators. Esto es debido principalmente a que estas unidades infiltrables eran externamente idénticos a las personas. «Si se lastiman, sangran. Además sudan, tienen mal aliento y podrían engañarte al contacto», cita de Kyle Reese, el héroe de la primera película de la saga y padre de John Connor.
Si bien el público espera la continuidad de las historias conocidas en la gran pantalla (Terminator 1 y 2), una de las más gratas sorpresas para los aficionados a Terminator será ver crecer la mitología que apenas quedaba explicada y que a raíz de esta serie tiene oportunidad de ver una luz más clara y emocionante.

## Reparto
| Personajes principales                                                  | Personajes principales          | Personajes principales       |
| Intérprete                                                              | Personaje                       | Temporadas                   |
| ----------------------------------------------------------------------- | ------------------------------- | ---------------------------- |
| Lena Headey (1973-)                                                     | Sarah Connor                    | 1 y 2 (principal)            |
| Thomas Dekker (1987-)                                                   | John Connor                     | 1 y 2 (principal)            |
| Summer Glau (1981-)                                                     | Cameron Phillips                | 1 y 2 (principal)            |
| Brian Austin Green (1973-)                                              | Derek Reese                     | 1 (secundario) 2 (principal) |
| Garret Dillahunt (1964-) Owain Yeoman (1978-) en los primeros capítulos | Cromartie / John Henry          | 1 (secundario) 2 (principal) |
| Shirley Manson (1966-)                                                  | Catherine Weaver                | 2 (principal)                |
| Leven Rambin (1990-)                                                    | Riley Dawson                    | 2 (principal)                |
| Richard T. Jones (1972)                                                 | James Ellison, agente del FBI   | 1 y 2 (principal)            |
| Personajes secundarios                                                  |                                 |                              |
| Intérprete                                                              | Personaje                       | Temporadas                   |
| Dean Winters (1964-)                                                    | Charley Dixon, exnovio de Sarah | 1-2                          |
| Brendan Hines (1976-)                                                   | Andy Goode                      | 1                            |
| Stephanie Jacobsen (1980-)                                              | Jesse Flores                    | 2                            |

### Personajes principales
- Sarah Connor (Lena Headey): personaje principal de la serie, al igual que en la saga cinematográfica de Terminator. Sarah es la madre del futuro líder de la humanidad en la guerra contra las máquinas que tendrá lugar dentro de pocos años y que durará mucho tiempo. Esto le supone la responsabilidad de preparar a su hijo John para el infernal futuro que le viene encima y protegerlo a toda costa aunque le venga la vida en ello. Encerrada en un hospital psiquiátrico al no creer nadie sus palabras sobre la guerra contra las máquinas y posteriormente fugada,[5] ha vivido desde entonces siempre alerta y huyendo tanto de la justicia como de su propio pasado y temerosa ante un posible regreso de las máquinas que pretenden eliminar a John, a pesar de creer haber acabado con esta amenaza; la consumación de este último temor le hace salir de la aparente tranquilidad en la que vivía y volver a luchar por destruir a Skynet, el ordenador que originará esta pesadilla que ya vive incluso antes de que empiece.

- John Connor (Thomas Dekker): el hijo de Sarah Connor, destinado a ser el futuro líder de la Resistencia Humana en su guerra contra las máquinas, la última esperanza del mundo. En el presente, John es un adolescente de 16 años que a pesar de todo lo que ha oído sobre él mismo, no se considera el héroe en que se convertirá, uno de los motivos por el que busca cambiar la historia y evitar que esa guerra tenga lugar algún día, aunque para ello tenga que actuar precisamente como un héroe, compaginando esta vida con el día a día cotidiano en el instituto.
En la segunda temporada la relación de John con su nueva amiga, Riley, y la muerte de esta van madurando su carácter, llegando a parecerse más al estratega que será en un futuro; futuro al cual se traslada en un viaje temporal con la T-1000 conocida como Catherine Weaver con el objetivo de recuperar el cuerpo robótico del ordenador John Henry, vital para la lucha contra Skynet.

- Cameron Phillips (Summer Glau): un Terminator ginoide reprogramado y enviado desde 2027 por el propio John Connor para protegerse a sí mismo en 1999. Bajo la apariencia de una joven frágil y fácilmente impresionable se esconde un duro y resistente endoesqueleto metálico, mucho más avanzado que el de los conocidos T-800, y que le permite realizar funciones aparentemente impensables para un robot como comer. Tras su viaje temporal por el pasado Cameron consigue encontrar a John antes de que lo haga el Terminator enviado por Skynet para eliminarle, y junto con él y con Sarah emprende un nuevo viaje por el tiempo, esta vez a 2007 para prepararse juntos para el día del Juicio Final en caso de que no consigan evitarlo en el tiempo que tienen de margen. Hasta entonces, la androide se dispone a cumplir con su misión principal haciéndose pasar por estudiante de instituto, mientras su protegido le enseña a moverse en la sociedad actual a fin de parecer más humana, a pesar de la carencia de emociones que le caracteriza como a cualquier otra máquina.
A lo largo de la segunda temporada, Cameron va desarrollando una evolución en su comportamiento equivalente a lo que se podrían llamar emociones, que logran incluso atraer a John, y que surge como fruto de un atentado con bomba en el que su chip resulta seriamente dañado, y como consecuencia, un intento de asesinar a Connor. Las demás consecuencias de la explosión afectan a su funcionalidad de tal modo que ella misma empieza a tener dudas sobre la seguridad de su protegido a su lado, al grado de instalar un pequeño pero eficaz explosivo en su cabeza, al lado de su mentón, cuyo detonador le da a John en forma de un reloj de bolsillo. Según ella, si John activa la bomba, esta causará daños permanentes en su chip evitando todo posible reparo y su inmediata destrucción. Su futuro en el final de la misma temporada resulta incierto al desaparecer su chip junto con el cuerpo de Cromartie, utilizado para el desarrollo del ordenador John Henry cuando se disponía a eliminar al supuesto antecesor de Skynet, aunque todo apunta a que hizo un viaje temporal al futuro.

- James Ellison (Richard T. Jones): agente del FBI encargado de dar caza a Sarah Connor desde que ella destruyera el edificio de Cyberdyne Systems; consigue encontrar su rastro a partir de una denuncia de desaparición por parte del prometido de ella, Charley Dixon, perdiéndolo poco después con el salto temporal de ésta y sus acompañantes. No vuelve a acordarse de ella hasta 8 años más tarde (2007), cuando investigando la relación de 4 casos de asesinato encuentra evidencias de que quizás lo que contaba Sarah acerca de la amenaza de las máquinas podría ser cierto. Esto, sin embargo, no le aparta del caso que tiene entre manos en esos momentos, de cuyo principal sospechoso desconoce en un principio que se trata de uno de los cyborgs de los que hablaba la mujer a la que estuvo persiguiendo.
Tras un operativo para detener al supuesto George Lazlo (identidad adoptada por Cromartie) del cual se convierte en el único superviviente Ellison es suspendido de empleo y sueldo, circunstancia aprovechada por la directora ejecutiva de ZeiraCorp, Catherine Weaver, para contratarlo con el fin de encontrar a una de esas máquinas y entregársela.

- Derek Reese (Brian Austin Green): soldado de la Resistencia humana enviado a 2007 para proporcionar nuevas identidades a los Connor y esperar hasta que éstos les encuentren. Un descuido de uno de sus compañeros de misión provoca el asesinato de todos ellos a manos de un T-888, siendo Derek el único que consigue escapar de la masacre. Consigue llegar hasta Andy Goode, uno de los futuros creadores de Skynet, a quien conoce en el futuro en un campo de prisioneros y darle muerte antes de ser detenido por las autoridades. Es entonces cuando Sarah descubre que Derek es hermano de Kyle Reese, y por tanto tío de John, y cuando se dispone a liberarlo antes de que lo encuentre el T-888. Durante su estancia con los Connor Derek pone de manifiesto su total desconfianza hacia Cameron y tratará de advertir a Sarah y John del riesgo que supone convivir con una máquina por muy reprogramada que esté.
Sus recelos hacia la cyborg parecen desaparecer en la segunda temporada, en la cual retoma una relación con Jesse, una soldado de la resistencia que también ha viajado al presente con otros motivos. Relación que él da por finalizada al descubrir las manipulaciones de ella para alejar a John de Cameron, las cuales han padado hasta por eliminar a una aliada para cargarle el muerto a la Terminator. Mientras el grupo trata de salvar a la hija de Catherine Weaver de ser asesinada por un T-888, Derek muere al recibir de este un disparo en la cabeza. No es la última vez que John ve a su tío, encontrándolo en su viaje al futuro junto a su padre y hermano de este, Kyle Reese.

- Cromartie (Garret Dillahunt, anteriormente Owain Yeoman): Terminator enviado por Skynet para eliminar a John Connor en 1999, pertenece a la clase T-888, un modelo parecido al clásico T-800 aunque menos corpulento. Entre sus funciones destaca la de la autorreconstrucción, lo que demuestra cuando, siguiendo a los Connor es despedazado justo antes de viajar por el tiempo junto a sus perseguidos sin que estos se den cuenta. Los muertos que va dejando a su paso llaman enseguida la atención del agente Ellison, quién se dispone a detenerlo cuando, ya con un nuevo aspecto físico y una nueva identidad retoma la búsqueda del chico a quien tiene que asesinar. El resultado de esa redada, de la cual sólo deja vivo al propio Ellison confirma las sospechas de este de la existencia de cyborgs campando por el planeta.
La insistencia de Cromartie por encontrar al futuro líder de la Resistencia da sus frutos cuando lo sigue hasta un pueblo de México, donde termina su andadura cuando es víctima de una emboscada tramada por Sarah y los suyos. Su chip es finalmente destrozado, y su cuerpo, escondido inicialmente para su posterior destrucción, es desenterrado por Ellison, quien lo entrega a la directora ejecutiva de ZeiraCorp, Catherine Weaver, para la construcción de una nueva inteligencia artificial bajo el nombre de John Henry.

- Catherine Weaver (Shirley Manson): directora ejecutiva de ZeiraCorp, empresa de alta tecnología que fundó años atrás con su ahora difunto marido; entra en escena al apoderarse de El Turco, un ordenador antesala de Skynet, con el cual pretende crear una inteligencia artificial dentro del ambicioso proyecto Babylon. Nadie se imagina que en realidad se trata de una versión mejorada del T-1000 que suplantó en su día a la verdadera Weaver no sin antes asesinarla. Con objeto de cumplir con su cometido, desconocido durante la segunda temporada, se sirve del agente del FBI James Ellison en su investigación sobre los robots del futuro, para lo cual este le proporciona el cuerpo de Cromartie, el cual es utilizado para la construcción de una inteligencia artificial que lleva el nombre de John Henry. Sus intenciones son reveladas al final de la misma temporada cuando se descubre como aliada de la Resistencia y confiesa haber estado trabajando en el desarrollo de este ordenador para convertirlo en un arma eficaz contra Skynet. La desaparición de John Henry con el chip de Cameron lleva a Weaver a viajar con John al futuro para recuperarlo.
Debut interpretativo de Shirley Manson, conocida por su carrera como cantante del grupo Garbage.

- Riley Dawson (Leven Rambin): compañera de clase de John, a la que este conoce tras mudarse a otra dirección, y con la que empieza a entablar una estrecha relación, lo que despierta los recelos y la desconfianza de Cameron. Respecto a ella, el futuro líder de la humanidad empieza a debatirse entre las posibilidades de meterla en su mundo o mantenerla apartada del mismo, sin ser consciente que su nueva amiga viene del futuro del que llegó en compañía de la miembro de la Resistencia para la que trabaja ganándose la confianza de John para apartarlo de la influencia de Cameron. Al descubrir que Jesse la está utilizando para inducir a Cameron a matarla y dinamitar así la confianza de John en la cyborg, Riley se rebela contra su aliada, disponiéndose a matarla cuando ésta acaba con su vida de un disparo.

### Personajes secundarios
- Charley Dixon (Dean Winters): antiguo novio de Sarah, con quien estaba prometido cuando ésta y John se marcharon, motivándole a denunciar su desaparición y descubriendo de boca de Ellison la verdad sobre la mujer con la que tenía una relación. No vuelve a tener noticia de ella hasta ocho años más tarde, cuando ya casado con su actual esposa, Michelle, ve a su antigua prometida en el reportaje de un noticiario televisivo. Este paramédico de profesión vuelve a entrar en las vidas de los Connor cuando John reclama su ayuda para salvar la vida a Derek, herido de gravedad por un T-888, descubriendo así que lo que contaba Sarah sobre la amenaza de las máquinas era real. A pesar de sufrir el acoso tanto de Cromartie (quien se hace pasar por agente del FBI para interrogarle acerca de Sarah y John) como de Ellison intenta mantener el contacto con los Connor, aunque su antigua novia le previene sobre el peligro que él y Michelle corren. No se da cuenta de esto hasta que es tarde, cuando tras ser su mujer secuestrada por Cromartie, ella muere cuando intenta rescatarla con ayuda de Sarah y Derek. Refugiado desde entonces en una casa junto a un faro, vuelve a ver a Sarah y John cuando esta le confía la protección de su hijo mientras va a tratarse de un cáncer. El sitio es descubierto por los mercenarios de la organización Kaliba, y Charley consigue entrenenerlos mientras John se pone a salvo, sacrificando con ello su propia vida.

- Andy Goode (Brendan Hines): uno de los futuros artífices del nacimiento de Skynet. Creador de El Turco, un programa informático capaz de jugar al ajedrez al nivel de un gran maestro y precedente del ordenador que en el futuro intentará extinguir a la humanidad, Andy conoce a Sarah cuando está trabajando como dependiente de una tienda de telefonía móvil y la invita a cenar sin saber que ella está más interesada en saber de su trabajo que en una cita. Tras la destrucción de El Turco en un incendio provocado por Sarah consigue reconstruir su trabajo de muchos años con ayuda de su socio Dmitri, presentándolo a una competición en la que está en juego un contrato con el Ministerio de Defensa y que sin embargo pierde. Como futurible responsable de la guerra contra las máquinas es asesinado por Derek después de la partida, cambiándose así su destino como futuro soldado de la Resistencia, y siendo su ordenador robado por Dmitri, quien lo vende para saldar una deuda.

- Jesse Flores (Stephanie Jacobsen): una miembro de la Resistencia quien viaja al presente por cuenta propia. Su viaje a bordo del submarino Jimmy Carter, finalizado de forma catastrófica le lleva a hacer este viaje temporal con la intención de alejar a John de la influencia de Cameron, la cual considera responsable de las decisiones cuestionables que el futuro líder de la Resistencia toma en los últimos años de la guerra contra las máquinas. Para cumplir con su objetivo, Jesse se trae con ella en su viaje temporal a una chica (Riley) a quien encomienda la misión de acercarse a John. Mantuvo en el futuro una relación amorosa con Derek Reese, la cual han retomado al reencontrarse en el presente. Tras descubrir Riley que Jesse pretendía inducir a Cameron a matarla para que John dejase de confiar en la cyborg, la soldado termina por matar a la joven cuando esta intenta hacer lo propio con ella. Lejos de lograr su objetivo, acaba por levantar las sospechas de John y decepcionar a Derek quien se muestra dispuesto a dispararla. Su futuro parece indefinido, al desconocerse la decisión que Derek tomó finalmente.

## Emisión

### Primera temporada
En su primera temporada, solo nueve capítulos han visto la luz a través de FOX Internacional debido a la huelga de guionistas en los Estados Unidos.
En los índices de audiencia, según Nielsen Media Research, el episodio piloto tuvo una audiencia del 11.1% con unos 18 millones de espectadores lo que la convirtió en una de las más vistas de la semana. El segundo episodio logró unos 10 millones mientras que el tercero rozó los 9 millones.
En México, la serie fue transmitida por el Canal 5 de Televisa México en 2010, los viernes a las 10:00 PM (sujeto a cambios de programación).

### Segunda temporada
El día 8 de septiembre de 2008 empezó su segunda temporada con el episodio «Samson & Delilah» que fue visto por 6.343.000 espectadores según Nielsen Overnight TV Show Ratings.
En Latinoamérica, Warner Channel empezó a emitirla en noviembre de 2008 y actualmente se puede ver los sábados a medianoche.
En España, Extreme dejó de emitir la segunda temporada en mayo de 2011.

## Final de la serie
Con el capítulo número 22 («Born To Run») finalizó la segunda temporada, dejando entrever que habría una tercera.[cita requerida]
A pesar de tener ya escrito un guion que contenía 13 episodios con los cuales concluía la serie en una tercera temporada, esta fue cancelada antes del principio de la temporada 2010. La cadena Fox dio como motivos el alto costo de producción y los bajos niveles de audiencia.